# スバル・360
スバル360（SUBARU 360）は、富士重工業（現・SUBARU）が開発した軽自動車である。1958年から1970年までのべ12年間に亘り、約39万2000台が生産された。
本車両の表記には、いくつかのケースがある。例えば本記事名のように「スバル・360」と表記したり、ビデオゲーム「グランツーリスモシリーズ」では「スバル スバル 360」とブランド名+車名で表記したりすることもある。しかし本来の名称はスバルブランド発足前に製造されたことから、また後述する車名の由来によりペットネームとして「スバル」とついたことから、本記事における表記は出典のタイトルを除いて「スバル360」で統一する。

## 概要
航空機技術を応用した超軽量構造を採用し、また限られた空間で必要な居住性を確保するための新しいアイデアが数多く導入された量産型軽自動車である。
比較的廉価で、十分な実用性を備え、1960年代の日本において一般大衆に広く歓迎されて、モータリゼーション推進の一翼を担った。ゆえに日本最初の「国民車（大衆車）」と考えられている。同時に「マイカー」という言葉を誕生・定着させ、日本の自動車史のみならず戦後日本の歴史を語る上で欠かすことのできない「名車」と評価されている。
模範となったフォルクスワーゲン・タイプ1のあだ名となっていた「かぶと虫」（ビートル）との対比から、また、そのコンパクトにまとめられた軽快なデザインから、「てんとう虫」の通称で庶民に広く親しまれた。

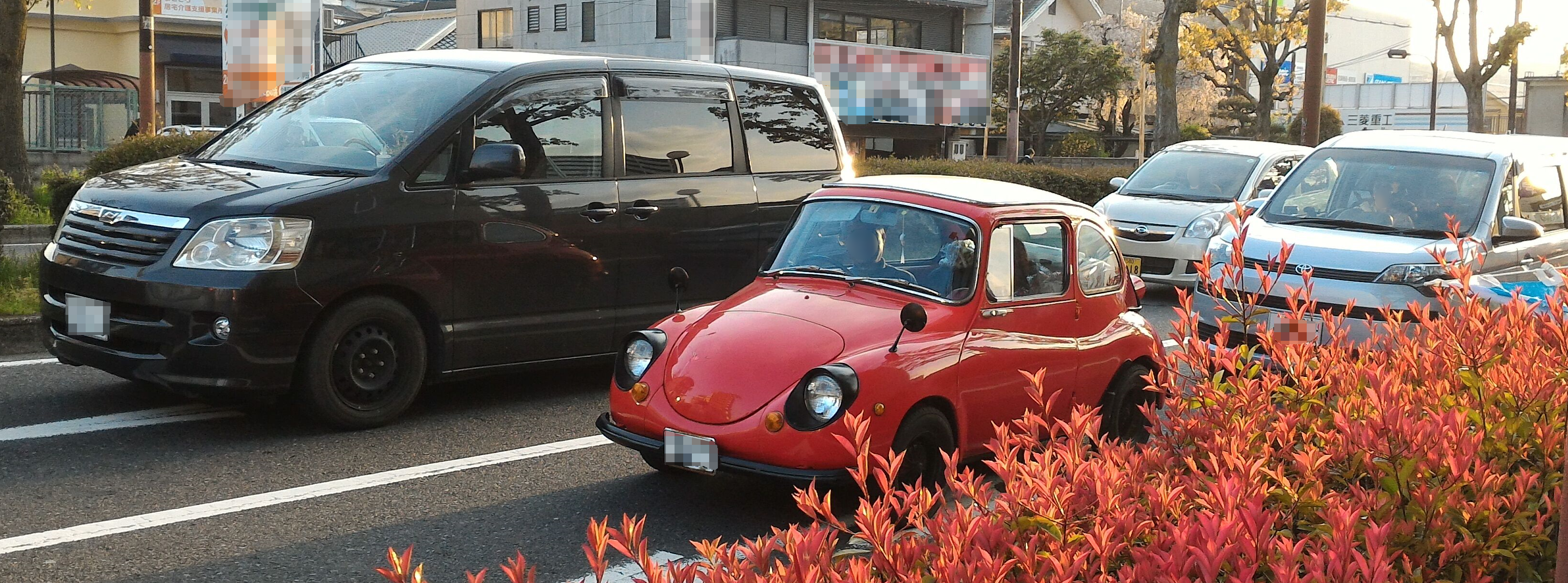
2017年（平成29年）に撮影されたスバル360
隣のミニバン（トヨタ・ノア）との車体サイズの違いがわかる

生産終了後も、1960年代を象徴するノスタルジーの対象として、日本の一般大衆からも人気・知名度は高い。本モデルが初めての自家用車だったという中高年層が多いこともその傾向を強める一因となっている。生産終了後半世紀以上経過しているが、後期モデルを中心に動態車および動態保存車も少なくなく、愛好者のクラブも結成されており、今なおまれに路上を走る姿を見ることができる。

### スバル以前の軽自動車
スバル360発売以前の1950年代中期、日本における国産乗用車は複数の大手メーカーから発売されていた。しかしその価格は小型の1000 cc級であっても100万円程度の価格であり、月収がわずかに数千円レベルであったほとんどの庶民にとっては縁のないものであった。軽自動車の規格自体は1949年から存在したが全幅は1.00メートルに制限されており、この数値は2輪車のバーハンドルよりも若干幅の広い3輪貨物車の荷台が辛うじて成立する水準で、もっぱら2輪車や3輪トラックを製造することを念頭に置いた規格であった。1950年には全幅1.30メートルに拡大されたが、エンジン排気量の制限があり、少なくとも1954年の規格改定時点までは本格的な4輪自動車を成立させるのは難しく、これに準拠して4輪の乗用車を製造する大手メーカーはほとんどなかった。
史上初の4輪軽乗用車は、1952年に製造された250 cc車「オートサンダル」と見られている。名古屋市昭和区の零細メーカーである中野自動車工業が、三菱の汎用単気筒エンジンを用いて手作業で製造したもので、リアエンジン2人乗りのフリクションドライブ車であった。およそ通常の実用に耐えうる性能ではなく、1954年までに200台ほどを製造し、その後前輪駆動モデルの開発を行ったが量産化せずに生産中止したと言われているが、中野自動車については零細企業のためほとんど資料が残されておらず詳細は不明である。
その後1957年頃までに、いくつかのメーカーが4輪軽乗用車の開発を行った。「NJ（のち『ニッケイタロー』）」（日本自動車工業、1953-1957年）、「テルヤン」（三光製作所、1957年）などは、何れも零細企業が技術的裏付けの薄いままに急造した粗末なもので、長続きはしなかった。
元日産自動車社員で野心的な自動車技術者の富谷龍一は、大手織物メーカー傘下の自動車ボディメーカーである住江製作所で、超軽量4輪軽自動車「フライングフェザー」を開発した（1954-1955年）。リアエンジンV型2気筒の350 cc・2座席である。4輪独立懸架の採用はともかく、華奢な外観は商品性に乏しく、前輪ブレーキがないなど性能的に不十分な面も多かった。数十台が市販されただけで製造中止となった。
富谷は1956年に後輪を1輪としたFRP製フル・モノコック車体の125 cc2座キャビンスクーター「フジキャビン」を、富士自動車で開発したが、こちらもパワー不足と操縦安定性の悪い失敗作で、85台しか作られていない。
比較的まっとうな成績を収めたのは、自動織機メーカーから2輪車業界に進出していた鈴木自動車工業（現・スズキ）で、1955年に前輪駆動の360 cc車「スズキ・スズライト」を開発した。これは実質西ドイツ・ボルクヴァルトのミニカー、「ロイトLP400（Lloyd LP400）」を軽自動車規格に縮小したような設計で、外観も酷似していた。乗用車・ライトバン・ピックアップトラックの3タイプがあり、乗用車タイプは名目上は大人4人が乗車できたが、実際は後部座席は子供が精一杯の広さだった。車重も520 kgと重く、加速も鈍重なものであった。乗用車・ピックアップの販売は不振で、1957年には後部を折り畳み式1座とした3人乗りのライトバン仕様のみとなった。

### 富士重工業
富士重工業の前身で、旧・中島飛行機を前身とする富士産業は、群馬県太田市の呑竜工場と、東京都下の三鷹工場において、1946年からスクーター「ラビット」を生産し、実績を上げていた。また、群馬県の伊勢崎工場では1947年から軽量なバスボディの製作で好成績を収め、1949年にはアメリカ製のバスに倣った、フレームレスモノコック構造（応力外皮構造）のリアエンジンバスを、日本で初めて開発している。何れも、航空機メーカーとしてのエンジン技術や金属モノコック構造設計に関する素地があっての成功であった。
その後、1950年にはGHQ指令による財閥解体で富士産業は計12社に分社され、太田呑竜・三鷹の各工場は富士工業に、また伊勢崎工場は富士自動車工業に改組される。
これら12社のうち、東京富士産業、富士工業、富士自動車工業、大宮富士工業、宇都宮車両の5社が協同出資して1953年に「富士重工業」が設立され、のち出資した5社が1955年に富士重工業に吸収合併されるという形で統合された。
スバル360の開発以前に、富士自動車工業は1952年から普通乗用車の開発に取り組み、モノコック構造を備えた先進的な1500 cc・4ドアセダン「スバル1500」の試作にまでこぎ着けたが、採算面や市場競争力への不安から、富士重工業成立後の1955年に市販化計画を断念し、開発は頓挫している（詳細は「スバル・1500」の項を参照）。もっともスバル1500の開発は、技術陣にとっての多大なデザイン・スタディとなり、のちのスバル360開発にも大いに参考となった。

## 開発過程
富士重工業では1955年12月、スバル1500の市販を断念する決定を下したが、同日、当時三鷹製作所で生産していた250 ccのスクーター用エンジンの生産ラインを流用し、356 ccの軽自動車用エンジンを製造することと、これを基にした大人4人乗り軽乗用車開発着手をも決定した。これは、当時の通商産業省が企画した「国民車構想」を凌ぐ自動車である。

### 軽乗用車開発
1955年当時、日本製自動車の品質・性能は欧米の自動車先進国と比較して著しく低いものだった。
1954年9月に「新・道路交通取締法」が施行され、全長×全幅×全高(mm)＝3,000×1,300×2,000という寸法はそのまま、2ストロークエンジン、4ストロークエンジンともに排気量が360 ccに統一された。
この新規格に沿い、大きな資本力を背景に一定以上の完成度を備えて市販された最初の本格的な軽四輪乗用車は、前述のとおり1955年10月に発売された鈴木自動車工業の「スズライトSF」のみであったが、当時の軽乗用車市場はまだ確立されておらず、スズライトですら当初は月販数台というレベルで細々と生産されているにすぎなかった。
その他、何例か市販され、あるいは試作された軽乗用車は、技術力の乏しい中小零細メーカーによる未熟な製品か、ある程度の規模がある既存機械メーカーの手になるものでも技術的アプローチにおいて革新性を欠く製品が多かった。乗用車タイプのほとんどすべてが開発の容易な2人乗り車であり、その最高速度は45-65 km/h程度の低水準に留まっていた。
しかし富士重工業は、大人4人乗車可能、路線バスの通る道はすべて走れる車というコンセプトの元、大胆な手法をもって軽乗用車の開発に挑んだ。その計画スペックは、軽自動車規格の枠内で大人4人を乗せることができ、空車状態での総重量は350 kg、350 cc級の15PSエンジンを搭載して最高速度80 km/hを想定するもので、もはや従来の既成概念では実現困難な内容であった。また使用目的として (1)オーナードライブ (2)近距離走行向き (3)スポーツより実用本位 (4)通勤、業務、荷物の運搬にも適すること が挙げられた
エンジンの設計は三鷹製作所が、また車体・シャーシの設計は当時バスの生産を行っていた伊勢崎製作所が担当し、百瀬晋六を中心とするスバル1500の設計チームがそのまま新型車の設計チームとなった。三鷹側のチーフは菊地庄治、伊勢崎側のチーフは百瀬晋六で、設計は主に伊勢崎側主導で行われた。
当初はチャンネルフレームで組まれた試作台車にドライブトレーンを装備して試験走行するという手法で、テスト走行を開始している。これはスバル1500で行われた開発手法を踏襲したものであった。

### 基本構成
フル・モノコック構造の超軽量車体後部に空冷エンジンを横置きし、後輪を駆動するリアエンジン・リアドライブ方式を採り、サスペンションは日本で初めてトーションバー・スプリング（棒鋼のねじれによる反発を利用したばね）を用いた極めてコンパクトな構造として、車内の客室容積確保を図った。タイヤは当時としては異例の10インチサイズを、これまた新規開発させて日本初採用した。
それまでの軽自動車・オートバイでしばしば見られた、出来合いの汎用部品を仕入れ、組み合わせて製造する（零細町工場式な寄せ集めの）原始的アッセンブリー方式ではなく、目的達成のために部品1つ1つを最適化した形で新たに設計し、個々の部品開発にも人員とコストを応分に投入する、レベルの高い近代的開発手法を用いた。10インチタイヤの新規開発や、トーションバー・スプリングの導入はその最たるものである。ねじまでもスバル360用に独自に設計されており、富士重工業のマークの「フ」の刻印を入れた純正ねじとなっていた。軽量化と客室スペース確保のためには文字通り手段を選ばず金も惜しまず、コストのかかる加工法や、アルミニウム合金、繊維強化プラスチック（FRP）などの高価な新素材も大胆に取り入れている。これらは富士重工と百瀬晋六の卓見であった。
またフル・モノコック構造の採用は、軽量化対策としてスバル1500での経験を活かしたものであり、元航空技術者を多く擁する富士重工技術陣にとっては自家薬籠中の技術とも言えた。
駆動レイアウトについては議論があった。重量・スペースに制限のある超小型車においてプロペラシャフトは省略した方が有利であり、開発初期段階において技術陣は、前輪駆動車か、リアエンジン方式のいずれかの選択を迫られた。理論上のスペース効率では前輪駆動方式に長があり、車体後部をバンやトラックなど様々な形状にたやすく設計変更できるメリットがあった。この時代、すでに前輪駆動方式は実用化されており、スズキ「スズライト」のように日本での先行市販例も存在した。このため、計画段階で三鷹製作所の菊池庄治らは前輪駆動を主張していた。
だが前輪駆動車の場合、旋回中にも滑らかに前輪への駆動力を伝えられる「等速ジョイント」が必要になる。1950年代中期の時点では、耐久性とスムーズさを両立させた等速ジョイントを低コストに量産できる状況になく、市販されていたヨーロッパの前輪駆動車でも、ジョイントの耐久性不足と、操縦に悪影響を及ぼす旋回時の特有な振動は最大の弱点になっていた。
百瀬晋六は前輪駆動の長所を知悉しつつも、このような等速ジョイントの問題によって開発が難航するであろうことを推察し、1950年代中期におけるより堅実な手法として、すでにフォルクスワーゲンなど多くの類例が見られたリアエンジン方式の採用を決定した。

### ボディ構造
フォルクスワーゲン・タイプ1（ビートル）にも通じるリアデッキのないファーストバックスタイルの2ドア4窓セダンボディ。日本の自動車業界において、独立したフレームを持たないフル・モノコック構造を量産車で実現した先駆的存在である（因みに「フォルクスワーゲン・タイプ1」には独立したフレーム・シャシーがある）。
当時、自動車ボディを構築するための鋼板は、最低でも0.8 mmの厚さが必要と見られていたが、これでは軽量化の支障となると判断された。そこで、それまで通常強度部材には用いられていなかった0.6 mm厚の鋼板をボディ素材に採用した。それでも十分な強度を得るため、車体は平面部分を避け、全体に「卵形」と表現される曲面で構成された（ただし、フロアパネルについては強度上の問題もあって1.2 mm厚とした）。さらに本体強度に影響のないフード等にはアルミ材も用いている。
屋根については、四辺の枠だけあればモノコック構造の強度は保てる。そこで天井部分は思い切って当時の新素材であったGFRP（ガラス繊維強化プラスチック）製とし、H断面のゴムで車体に固定する方式とした。これによって軽量化できただけでなく、全体の重心が下がり、また車内に響くエンジン騒音を車外に逃せる効用も生じた。もっとも生産形では、H断面ゴムのみで固定したせいで走行中の振動によってプラ屋根が突然に外れる問題も発生し、ネジ止めの補強が加えられている。また必要に応じ、屋根のふちにラジオ用アンテナ線を内蔵することも行われた（つまり自動車で一般的なポール状のアンテナではなく、ワイヤー式アンテナである）。
ガラスは重量がかさむこと、またボディ開口部を小さくする目的もあって、フロントのウインドシールドおよび側面窓は比較的面積が狭く取られている。ユニークなのはリアウインドウで、ここには安全規格上、ガラスを用いる必要がないことから、透明なアクリル樹脂板で代用することにした。軽量化の効果はあったが、長く使用すると経年で変色が生じたという。
ドアは前席側のみの2ドアで、後方ヒンジ・前開きとし、ドア開口面積を前輪直後まで確保して、乗降性を良好にするよう努めている。前開き式のドアは、衝突時などにドアが開きやすい等の欠点があり、安全性の面からは前開きは好ましくなく、このレイアウトは後年には廃れた。前開き式のドアは、1950年代半ばには乗降性の有利さから採用する自動車の例も多く、スバルが特異だったわけではない。
愛嬌のある卵形デザインには、強度確保も兼ねて、フロントフェンダーからサイドに至る波形のキャラクターラインが添えられ、そのままでは腰高過ぎるように見えかねないサイドビューを軽快にまとめる助けになっている。

### スタイリングの経緯
ボディ設計の担当者は室田公三であるが、車体のデザインは、社外の工業デザイナーである佐々木達三が当たった。戦前から船舶塗色や建築などのデザインを手がけてきたベテランの佐々木は、バスボディのカラーリングを通じて富士重工業とも関係があり、この縁から1956年5月に自動車デザインの依頼を受けたのである。
佐々木にとっても初めての自動車デザインであり、彼はデザインと並行して自ら自動車免許を取得、日野自動車がライセンス生産していた当時の代表的小型車「日野ルノー・4CV」を運転するなどして自動車の理解に努めた。フォルクスワーゲン似と言われることの多いスバル360だが、随所のディテールを見るとむしろルノー・4CVとの近似性があるのは、ここにも一因があると思われる。
佐々木は図面を描かず、模型を作るデザイナーだったため、デザインは佐々木の作った1/5倍粘土模型をもとに、これを拡大した等倍粘土模型を修正して石膏型をとるという方式がとられた。デザインベースとして富士重工で木型にボディ外殻の限界目安となる釘を打ったものが作られ、1956年6月はじめに佐々木に引き渡された。佐々木はこれに粘土を盛りつけることでデザインの原型作りに着手、20日ほど後の6月21日には原型模型を完成させている。
もっとも、佐々木の原デザインはやや鈍重なところもあり、等倍模型を製作するまでに、百瀬晋六と富士重工社内デザイナーの永田秀明による手直しがかなりの部分で行われたという。
等倍模型を用いた最終的なボディデザイン形成作業は、富士重工の伊勢崎第二工場内で行われた。佐々木も1956年9月から3か月に亘って伊勢崎に滞在し、百瀬、永田らをも交えたデザイン作業に取り組んだ。石膏模型は乾燥時に発熱するため、晩秋から冬にかけての作業にもかかわらず、工場内の関係者は暑さに汗をかきながら製作に当たったという。
こうして完成したボディデザインは、1957年3月完成の試作車で具現化し、量産型にも踏襲された。試作車の鋼製ボディ製作では、中島飛行機出身のベテラン板金職人たちの巧みな手腕が発揮されている。
なお自動車の客室スペースの検討に際して、通常はダミーモデルを用いるのであるが、スバル360の場合は設計者たち本人が自分の身体でテストした。180cm超の長身で脚も長い百瀬晋六と、百瀬より背は低いが座高の高い室田公三とが、自らシートに座ってレッグスペースやヘッドクリアランスのテストを行ったのである。その結果、1950年代後半のほとんどの日本人が無理なく乗車できるだけのスペースが確保されたのであった。
従前の軽自動車のごとく大きな自動車の滑稽なまでに強引な縮小版ではなく、4人乗りミニカーのためのデザインという大前提のもと、機能と直結したクリーンな形態が実現されたことは画期的であり、スバル360が日本の工業デザインの歴史において高く評価されている理由でもある。

### 室内

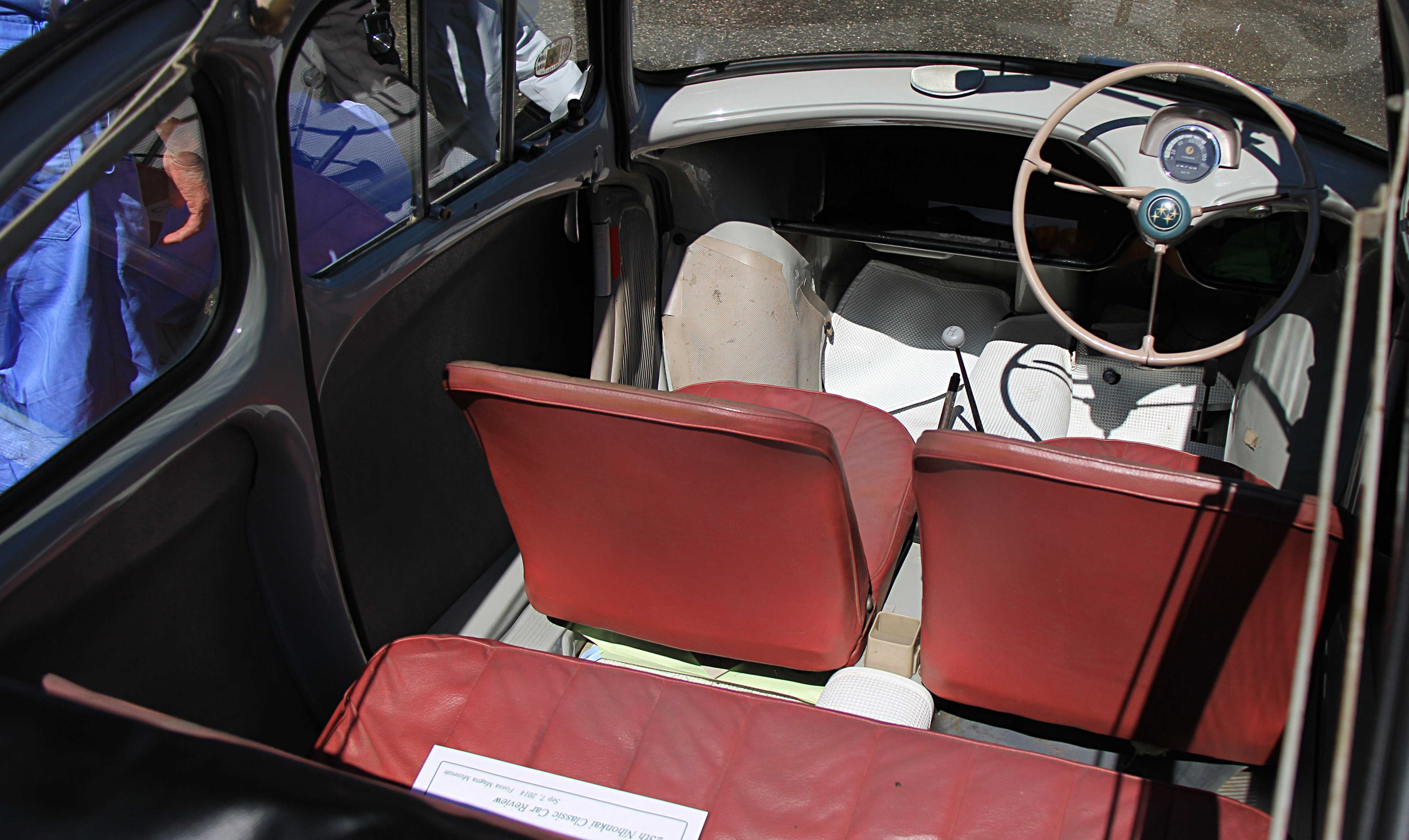
簡素ながら広いスペースを確保した車室内
スバル360コンバーチブルの開放したルーフ越しに車外から撮影。

初期形の車内は、これ以上ないというほどに簡素な車内で、軽量化とコストダウンのためにあらゆる無駄が省かれている。航空機開発の経験を先例として可能な限り軽量化に徹した開発陣の意図によるものである。
ステアリングホイールは強度に問題のないギリギリにまで部材を細身に削られており、計器類はステアリングポスト上に配置されたスピードメーターとその中の積算距離計が唯一である。これまた最小限のスイッチ類が薄い「ダッシュボード」前面に備わる。ダッシュボード下には車体全幅に亘るトレーが設置され、荷物スペースの一助となっている。ドア窓は当初、横引きスライドの引き違い窓だったため、ドアパネル部分は客室内部容積の一部として上手く活用されていた。
フロント・サスペンションにトーションバーとトレーリングアームの組み合わせを用いることで、前席足元のレッグスペースは前車軸中心線より前方にまで及び、前輪のタイヤハウスによって片側を圧迫されはするものの、ともかく大人が足を伸ばせるだけの最大長確保に成功している。運転席足元は右足側をタイヤハウスに取られているため、アクセル・ブレーキ・クラッチの各ペダルは、車体センター寄りにオフセットしている。したがって運転中には、両脚についてオフセット状態を強いられる。
シートは前後席とも、プレスしたアルミ合金の湯たんぽ（コルゲート、リブ形状）状のフレームをベースに、ゴムひもとウレタンフォームでクッションを整えてビニール表皮を張っただけという軽量かつ簡素な構造である。研究用車両として富士重工が購入していたシトロエン・2CVを彷彿とさせる内容で、座り心地は当時としてはまずまずの水準であったという。シートポジションはねじで予め調整する必要があった。リアシート乗車時には、フロントシートはラッチを外して背もたれを前傾できた。
開発当時、スバルに限らず、大衆車には贅沢装備と言えるものは与えられなかった。当初のスバル360の車内設備としては、エンジン廃熱の冷却風を利用したヒーター（簡易で、あまり強くは効かない）と、手動式のベンチレーターがあるのみだった。ラジオはオプションで装備できた。
乗員の激突時に備えると同時に豪華さを演出するためのクラッシュパッド、その他多くの計器類が追加されたのは、エンジン出力が向上し、量産効果でコストダウンも進んで、性能・コスト配分に余裕ができた後年のことである。競合車種並みのデラックスな内容が求められたのが理由である。

### パワートレーン

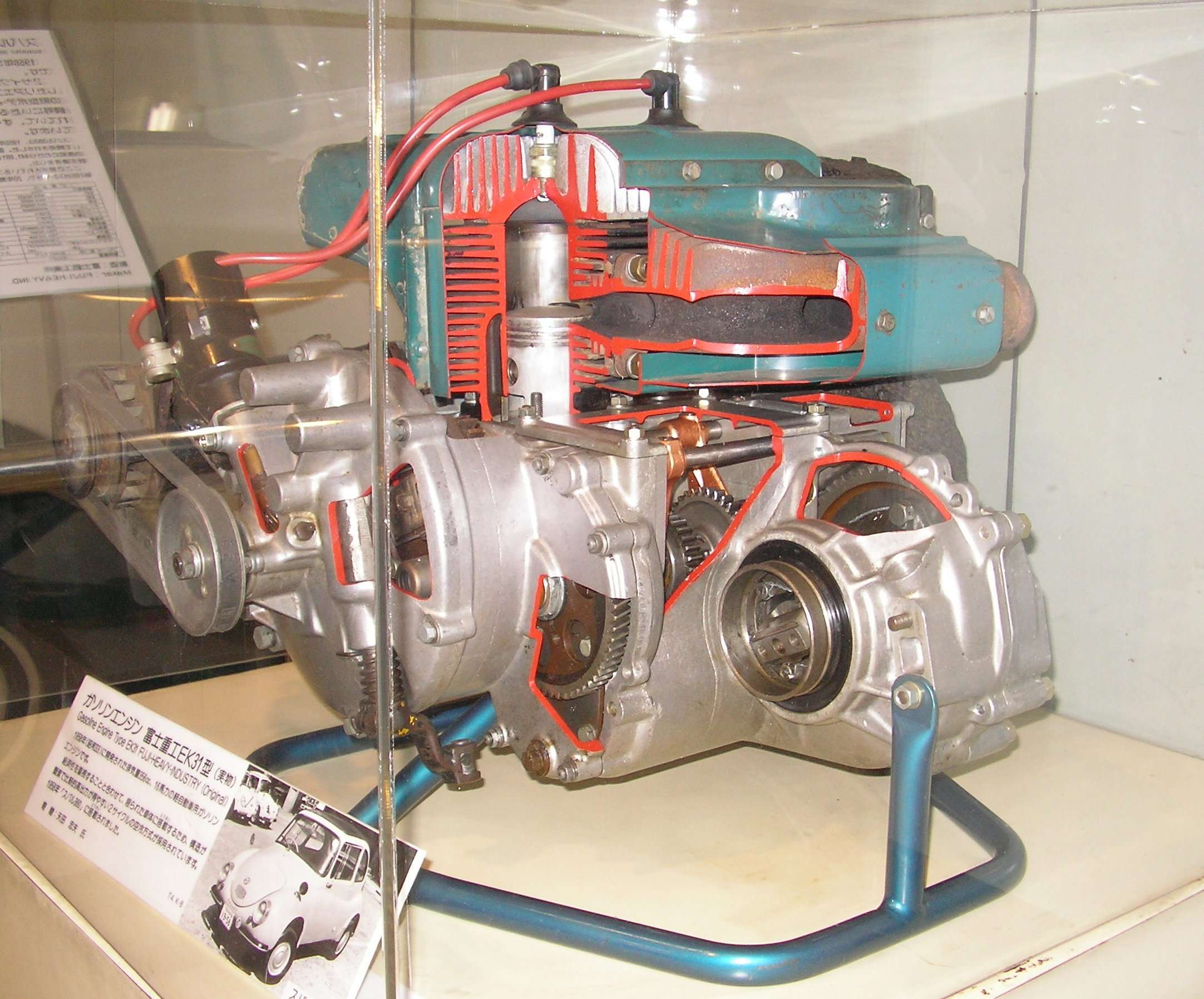
スバル360のエンジン（EK31型）のカットモデルを車体前方側から。変速機・差動装置と一体である

強制空冷2ストローク直列2気筒・356 ccエンジンを車体後部のエンジンルームに横置き搭載している。当初のスペックはグロス値で16PS/4,500 rpmであった。このエンジンは試作段階では「TB-50」と呼ばれ、のち量産化に際してEK31と改名されている。
富士重工は、汎用小型エンジンでは早くからクランクケース圧縮式の空冷2ストローク方式を採用しており、1955年からはラビットスクーターにも導入して成功を収めていた。軽量かつ簡素で出力も稼ぐことができ、製造コストも安く、当時としては妥当な選択と言える。直列2気筒としたのは出力確保、振動、コストなどを総合的に配慮した結果であった。伊勢崎製作所チームのテスト台車での開発当初は西ドイツ・ボルグワルト（Borgward）製の400 cc前輪駆動車「ロイトLP400（Lloyd LP400）」の2ストローク2気筒パワーユニットで代用し、その後完全な新設計の自社製TB-50エンジンに移行、1957年完成の試作車にもこの新エンジンが搭載されている。また三鷹製作所チームによるエンジン開発の当初も、ロイト400 ccエンジンのヘッドやピストンを360 ccの富士重工オリジナル仕様に交換してテストベンチにかけることで、事前のデータ採取を行っている。
EK31系は、改良を重ねつつもスバル360の標準パワーユニットとして一貫して使用され、出力はのち18PS、20PSと増加、最終型では後述するスバル・450（マイア）の最高出力（23PS）をも凌ぐ25PSまで出力向上した。
横置き配置としたのは、前後方向の省スペース化に加え、コストダウンの一環でもあった。縦置きエンジンでは駆動系の部品として駆動軸方向を直角に変向するスパイラル・ベベルギア（まがりばかさ歯車）が必要になるが、横置きエンジンなら車軸と並行なのでこれを省略できたのである。スパイラル・ベベルギアの歯切り加工は、当時の日本製工作機械では性能が不十分で、アメリカ・グリーソン社 (en:Gleason Corporation) 製の優良な歯切り装置を必要としたが、これはきわめて高価だったのである。
富士重工はすでに1956年、ラビットスクーターS61型に「スーパーフロー」の愛称で変速機代用のトルクコンバータ仕様車を設定していた（変速ギア等なしでトルクコンバータのみで変速）が、スバル360については堅実に一般的なマニュアルトランスミッション仕様とし、乾式単板クラッチとノンシンクロメッシュの前進3速・後進1速手動変速機の組み合わせとした。なおかつエンジンと駆動輪が近接していることから、トランスミッションとディファレンシャル・ギア（デフギア）は一体にケーシングされたトランスアクスル構造となっている（リアエンジン乗用車では一般的な手法である）。
この変速機もエンジンと並行配置で、当然ながら横置きとなった。シフトレバーはフロア式で、発売当初は横置き変速機を特別なリンケージなしにロッドで遠隔操作する制約から、普通の縦置きエンジン自動車のような縦H形でなく、横H形（エの字型）のシフトパターンとなっていた。しかしさすがに実用面では普通のパターンの方がよいということになり、1960年に変速機のシンクロメッシュ化に際し、動作方向を直角で変えるリンクを加えてノーマルな縦H形パターンに変更された。1964年4月には電磁粉体クラッチを用いたクラッチペダル無しの「オートクラッチ」搭載車も追加された。
トランスアクスルのデフギア部から出た左右ドライブシャフトは、軽量化のためシャフトチューブなどがない露出状態となっており、外端でトレーリング・アームに吊られる。そのデフギア側、タイヤ側それぞれにカルダンジョイントが備わっているが、簡素化・軽量化のため、シャフト自体には伸縮するスプライン等を備えていない。したがって車輪の揺動によって生ずる横圧はシャフトおよびジョイントに直接掛かることになり、強度面で不安視もあったが、実際にはこの構造自体に起因するトラブルは生じなかった。シャフトの有効長を可能な限り伸ばして実質的な揺動角度を抑えるため、デフギア側のジョイントはギア内にめり込んだような作りになっている。
燃料タンクはエンジンルームの直上に配置している。タンクのフタに小穴を開けてあり、エンジンオイル混合燃料が重力で自然流下する二輪車同様の仕組みで、燃料供給ポンプは不要であった。なお後年、1964年式中途から2ストロークエンジン用オイルを別体タンクに補給してメインタンクは通常ガソリンを補給する「分離給油方式」に移行し、三國工業（現・ミクニ）製のオイル専用ポンプを追加している。分離型では、アクセルペダルと連動したワイヤーでエンジン流入前に自動混合を行う。従ってうまく連動が行われないとエンジンの焼き付き・張り付きを起こすことがあったという。
また当初は独立した燃料計・エンジン回転計がなく、燃料ゲージがタンクのフタに装着してあり、これでタンク内の燃料残量を見る必要があった。やはり二輪車同様に燃料コックにリザーブポジションがあり、燃料残量が少なくなった場合、コックを切り替えて走行するようになっていた。後年のデラックス化過程で、ダッシュボードに燃料計が追加されている。
空冷リアエンジン方式の弱点として、冷却対策が挙げられる。試作車では暑い時期にはオーバーヒートしがちで、冷却風の取り入れ、廃熱の排出などに多々苦労した末、熱気が上昇する流れも配慮して、リアのエンジンフードのルーバーから排気、車体側面に設けたグリルから吸気という冷却風レイアウトを決定した。
キャブレターへのエア吸入は、車体後部からだとほこりを吸い込みかねないという危惧から、前期型では車体先端にダクトを伸ばしてここから吸入していたが、フロント吸入になると今度は先行車の立てる砂塵を吸い込む事態も生じることや、1960年代中期になると道路整備が進んでほこり問題が改善されてきたため、1965年型から車体後部吸入に変更されている。
開発中、エンジンの排気ポートには、オイルの燃えカスであるスラッジやススが恒常的に詰まり、パワーを低下させた。ポート形状変更など様々な工夫が為されたが根本的解決にはならなかった。最終的にオイル添加剤「ペンタルーブ」の採用で数千 kmにわたりススの付着を抑制できるようになり、ようやく長期間オーバーホールを要しなくなった（同時期のラビット・スクーターの2ストローク車開発中にも同様な事態が起こり、やはりペンタルーブによって解消している）。このため、スバル360は純正添加剤としてペンタルーブを指定していた。
なおK-10開発にあたって、菊池庄治率いる三鷹製作所チームはパワートレーン一切の開発を担当したが、K-10全体の開発統括とボディ・シャーシ・サスペンション開発、そして走行試験一切は、百瀬晋六ら伊勢崎製作所側で進められていた。このため従的立場となる三鷹チームは、連絡業務のため遠く伊勢崎まで出向かねばならず、交通・通信の不便な当時、課長の菊池自らがラビットスクーターに乗って未舗装の悪路を伊勢崎まで走る過酷な出張を、頻繁に強いられたという。

### サスペンション
懸架装置は前後ともトレーリングアームに横置きトーションバーとセンターコイルスプリングを組み合わせた、きわめて軽量・省スペースでサスペンションストロークの大きな4輪独立懸架構造である。ポルシェタイプのリアサスペンションはスイングアクスル式に分類される。
自動車用トーションバーは、当時の日本に製造しているメーカーがなく、富士重工は大手ばねメーカーの日本発条に新たに開発・製造を要請した。当初の試作品は削り出し加工で作られ、1台分4本が合計4万円にもなる法外さで、車全体の予定価格の1割近くに達した。しかもメーカーの経験不足もあり、歩留まり良く製品を作れず、試験中に破損することもしばしばであった。その後、品質面で改善が進められ、また鍛造での製作が可能になって量産体制が整ったことで、発売時点の価格は4本で数千円レベルに引き下げられた。このトーションバーと連結されて車輪を支えるトレーリングアームも、軽量化と強度確保という相反する課題のため破損続出に悩まされ、高価だが強度の高いクローム・モリブデン鋼を材質に使うことで解決している。
サスペンション方式に前後ともトレーリングアームを採用した背景には、やはり横置きトーションバー・トレーリングアームレイアウトのフォルクスワーゲン・ビートルの影響もかいま見ることができるが、特にフロントサスペンションのコンパクト化という点では普通小型車サイズのビートルに比して格別に徹底されたものがあった（ビートルはトーションバーを二段としたポルシェ式のダブル・トレーリングアームだが、スバルはより簡潔なシングル・トレーリングアームである）。これは後述のとおり、フロントシートのレッグスペース確保に絶大な効果を発揮した。
超軽量車の開発における問題点の一つは、積空差が著しく大きいことである。運転者1名のみの場合と、4人フル乗車の場合とで、車両の総重量には150 kg以上の差が生じ、空車重量350 kgを計画している自動車には大変な重量差である。このような条件で、フル乗車時でも最低限のロード・クリアランスを保障し、サスペンションストロークも確保しながら操縦性と乗り心地を常に良好とすることには、非常な困難があった。
対策として当初考えられたのは、トーションバーの他に補助スプリングとして車体前後中央にエンジン動力で油圧を得て作動する補助スプリングを装備することだった。シトロエンが同時期に実用化していたハイドロニューマチックシステムに近い発想であったが、試験では油圧スプリングユニットのオイル漏れを解決できず、油圧ポンプについても搭載スペース難やこれを駆動するだけのエンジン出力余裕の難など多くの制約があり、コストや開発期間も厳しかったことから、結局実用化は諦められた。
代案として、油圧スプリングを装備予定だった中央位置に補助のコイルスプリング1基を装備することになった。トーションバーに一定以上の大きな荷重がかかれば基部に接続するこのセンタースプリングが働き、ダンピング効果が生じるわけである。これによって実用上の基本的問題はほぼ解決された。
スイングアクスル式サスペンションでは避けて通れない問題として、リアのジャッキアップ現象があるが、後にスバルでも横転事故の事例が多発するようになった。当初、前後輪それぞれにリンクされていたセンタースプリングは、横転対策としてリアサスペンションの剛性を確保するため、後部の接続を止め、後輪はトーションバーのみの支持に変更された。同時に後輪用トーションバーは径を太くし、対ロール抗性が高められた。
またダンパーについては、当初コストの制約から原始的なフリクションダンパーを用いざるを得なかった。これでは定量的なダンパーとしての効果には不満もあり、後に油圧ダンパーの価格低下でそちらに移行した。
当時の日本の自動車業界では、小型車の場合、乗り心地と悪路への耐久性・踏破性はおよそ相反するものと考えられていただけに、悪路をフワフワといなして快適に走行できるスバル360のサスペンションは感嘆をもって迎えられ、愛好者の間では「スバル・クッション」と称された。
もっともスバルの場合、やはりタイヤの小ささ故にロードクリアランスの限界はあり、スプリングが最も圧縮される4人定員乗車時に悪路の深いわだちにさしかかると、時としてそのままでは乗り越えきれない事例も生じた。この場合、対処は至って単純で、ドライバー以外の1人か2人をいったん路傍に下車させるだけである――即座にスプリングが伸びて車高が上がる。
そして「お荷物」の下車要員たちは、道の行く手でわだちが浅くなるところまで、スバルの後を歩いていくのだった。1960年代、モータリゼーション黎明期の田舎道や山道で時折見られた、牧歌的情景である。

### タイヤ・ホイール・ブレーキほか補機類
1955-1957年頃、軽自動車のタイヤには既存の規格品が用いられることが多かった。例えばスズキの「スズライト」はダットサン用の大きな14インチタイヤを用いていたが、これは軽自動車用には分不相応で大きくて嵩張り、しかも重いタイヤだった。また住江製作所の「フライングフェザー」はリヤカー用タイヤとワイヤースポーク装備であり、他にもスクーター用9インチタイヤを用いる零細軽自動車メーカーなどもあったが、元々4輪自動車用ではない代用タイヤでは性能面で限界があった。これらの状況は翻っては、できあいのパーツを多用せざるを得ない小規模メーカー、アッセンブリー・メーカーの限界とも言えた。
かように、タイヤが超小型車開発における文字通りの「足かせ」になっていた状況で、富士重工技術陣がスペース効率と軽量化の追求を目指し、必要なタイヤサイズを極めてコンパクトな「10インチ」級と割り出したこと、なおかつ、従来日本で製造されていなかった自動車用10インチタイヤを、新たにブリヂストンに開発依頼したことは、画期的であった。ブリヂストンと富士重工は、これ以前からスクーター用タイヤの納入で少なからぬ取引関係があったので、その方面からのアプローチが活かされたわけである。
軽量化のため、補強コードを通常の4プライでなく半分の2プライにしたが、「2プライで4プライ並みの強度を」という富士重工の要望は厳しいもので、テストではパンクも頻発し、ブリヂストン側も実用域に達するまで苦心を重ねたという。
同時代にイギリスのBMCで開発されていたコンパクト車の「ミニ」も、専用タイヤとしてダンロップで新開発させた10インチタイヤを採用しており、同時期の着想として興味深い事実と言える。
スチール製のタイヤホイールについても、普通車並みの重い「合わせリム」を避け、外枠のみで軽量な「割りリム」とした。これはルノー・4CVなど小型軽量車で多くの先行例があったが、特にバネ下重量軽減策として少なからぬ効果があった。
ステアリングギアはラック&ピニオン式である。当時はウォーム&ローラー式などが主流の時代で、日本で普及していたラック&ピニオン式の実例は日野ルノー・4CVなど少数に限られていたが、スペース効率に優れ、軽量かつ簡潔で操縦性も良いことから採用された。
ブレーキは当時としては一般的な油圧式の総輪ドラムブレーキ（前後ともにリーディング・トレーリング式）である。
電装系は当初から電圧を12Vとして設計された。1950年代中期以降、普通乗用車が6V電装から12V電装に移行し始めていたものの、小排気量車についてはまだ従来からの6Vが主流であったが、スバルはミニカーながら電圧が低下しにくく、細い電線で効率よく電気を送れる高圧の12Vを採用したのである。また方向指示器についても、当時の趨勢に沿って主流化しつつあったリレー式の電気フラッシャーを当初から採用し、1950年代中期まで主流だった腕木式は採用しなかった。なおリアランプは初期型ではボディ左右に方向指示器兼用のテールランプ（尾灯）と、ナンバープレート上部に独立したブレーキランプ（単体）を配置。中期型以降はボディ左右のランプにブレーキランプも統合されランプのサイズも大型化された。

## 車名の由来

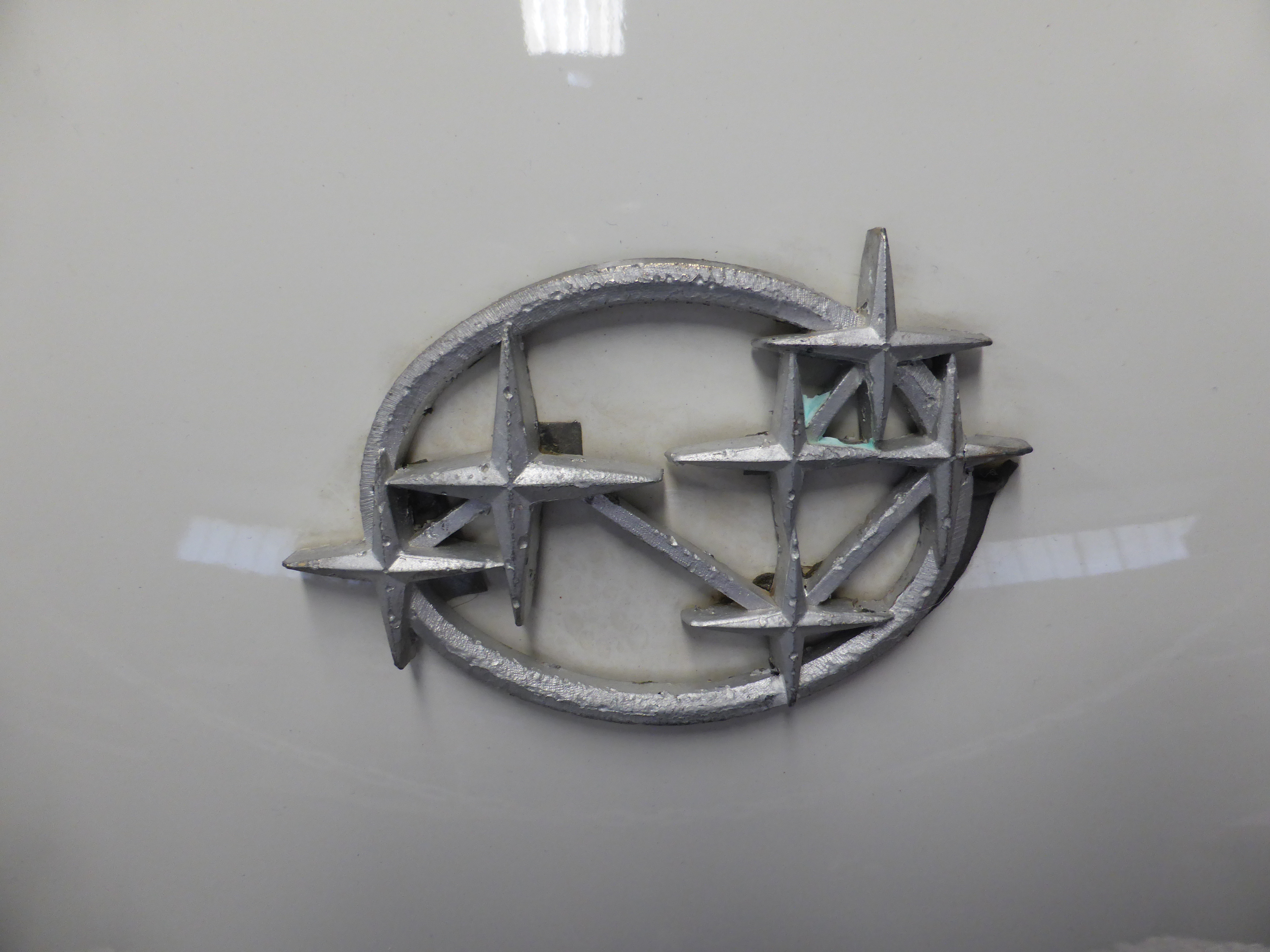
スバル360のエンブレム

スバル360という車名は、富士重工社内で発案・決定されたものではなかった。佐々木達三は、まだ車名が未定の時点で百瀬から「初めて開発した乗用車の名はスバル1500であった」と聞き、独断で「SUBARU 360」のロゴマークを作った。それを百瀬にデザイン提案したところ、そのまま社内の承認プロセスに乗ってしまい、自然と名称が決定したという。佐々木によれば、百瀬晋六をはじめとする富士重工開発陣の間でも「スバル」をペットネームとして用いることは暗黙の了解となっていた模様である。
なお、この車につけられたスバルのエンブレム（六連星マーク）は、富士重工の社内募集案に佐々木が手を加えたもので、何度かのデザイン変更が行われているが、基本モチーフは継承され、現在でも富士重工業(現・SUBARU)のマークとして踏襲されている。

## 発売までと発売後の経緯

### 耐久試験と運輸省認定試験
試作1号車は1957年4月20日に完成。合わせて5台製作されたが、それぞれ過酷な試験走行に供され、量産に向けての貴重なデータを集めた。
当時の試験走行は、伊勢崎から高崎までの未舗装道路を往復する1日あたり16時間・600 kmの長距離連続走行テスト、そして伊勢崎から赤城山山頂付近までエンストなしで往復する登坂テストであった。
試作車のエンジンは酷使されてほぼ毎日故障したため、三鷹製作所から伊勢崎に派遣された技術者が徹夜で修理・調整し、翌朝には再び、試験走行が繰り返された。
当時未舗装であった赤城山登山道路の標高差1000 m近い連続急勾配区間は、当時の普通乗用車でもオーバーヒート覚悟の登山道であり、4名乗車してのスバルの試験中も、幾度となくエンジンの過熱に阻まれた。潤滑や材質変更、冷却対策を迫られたこれら問題も徐々に解決され、最終的に試作車が赤城山を全開・ノンストップで登坂可能となったのは、運輸省の認定試験を目前とした1958年2月4日であった。
『マン・マシンの昭和伝説』によれば、この試作車にはプリンス自動車の中川良一やトヨタ自動車の長谷川龍雄といった競合他社の設計者も試乗している。1960年代後半以降は各社間の競争が激化し、また機密保持の点からも、他社エンジニアに開発中の試作車を触れさせるなどはあり得ないこととなったが、1950年代後半当時の日本では自動車メーカーの枠を超えた技術交流会があり、各社の開発陣が相互に試作車を乗り比べすることもあった。長谷川は製造上の問題として外板の継ぎ目線を指摘していた。
運輸省の認定試験は、1958年2月24日から行われ、テストドライバーは富士重工業社員の福島時雄が担当した。運輸省村山試験場での試験前には床下に付着した泥を丁寧に洗い落とした（福島によればこれだけでも2 kgほどにもなったという）。続いて運行試験が箱根、小田原等で行われた。小雪が混じるような寒い日であったにもかかわらず、負担となる重量を僅かでも減らすため、ドライバーの福島とナビゲーターの坂口彰はつなぎの作業着の下に薄い下着だけという非常な軽装で乗車した。箱根の試験では、運輸省の職員2名が同乗しなければならなかったが、1人の職員はスバルがあまりに小さい車であることにおそれを抱いて乗車を拒み、代わりに1名分55 kgの重りが乗せられたという。認定試験では箱根越えの試験コースを予定以上の快速（箱根湯本から芦ノ湖まで国民車構想基準なら30分所要のところ22分）で登坂、軽量さに加えて福島のエコラン運転の努力なども功を奏してリッター24.5 kmの燃費を記録するなど、好成績を収めた。また運輸省村山試験場でのコーステストでは、（出力が物を言う絶対的最高速度を除いて）制動距離、振動特性など多くの項目で、同時代の国産小型車同等か、場合によってはこれを上回る優秀な特性を記録した。
最終的に、発売時のスペックは空車重量385 kg、エンジン出力16PS、最高速度83 km/hとなり、目標よりやや重量を超過したものの、ほぼ計画した通りの性能を満たした。

### 発表
スバル360の市販開始に際し、1958年3月3日正午より東京都丸の内の富士重工業本社において公式プレス発表会が開かれた。
プレス発表というイベントに慣れていなかった富士重工のスタッフは、実車無し、カタログのみで発表を済ませようとしていたが、斬新な新型車を期待して大挙参集した報道陣から「実車はどうした」と催促され、急遽2台のスバル360がトラックで伊勢崎から東京本社へ届けられることになった。夕方16時まで辛抱強く待った記者たちは、到着したスバルを代わる代わる運転し、その乗り心地と走行性能を体験することになった。
反響は目覚ましいものであった。国内の自動車メーカー各社からも関心を持たれ、国内メディアのみならず、イギリスの老舗自動車雑誌「オートカー」が「これはアジアのフォルクスワーゲンとなるだろう」と好意的に評するなど、欧米の自動車雑誌にも取り上げられ、当初から強く注目される存在となった。販売1号車の顧客が松下幸之助であったことは有名である。
富士重工業はすでにラビットスクーターの代理店網こそ整備していたが、一般向けに4輪自動車を販売したことはなく、スバル発売に際してはそのディーラー網整備から始めなければならなかった。このため、販売店については既存のスクーター代理店、既存の四輪車ディーラー、商社などを利用して各都道府県に手配された。当初のディーラーは、東京地区では主として伊藤忠商事（1958年5月より販売）、また大阪地区では高木産業（1958年7月より販売）で、全国一斉販売開始ではなかった（販売網整備自体が難しい時代ゆえに、やむを得ないことではあった）。
一般向けのお披露目は1958年3月28日から30日にかけて、東京日本橋にあった白木屋デパート（現在は「COREDO日本橋」に再開発）で行われた。

### 発売後の経緯
| 1969年式後期型 |  | 1969年式後期型 |
| 1969年式後期型 |  |                |

1958年型の販売台数は385台である。この数でも当時の軽乗用車販売数としては大変な実績であったが、実用に堪える性能が市場から評価されて売れ行きを伸ばし、1961年型は17,000台を突破した。
比較的短期間で販売網を整備し、また姉妹車として1961年に発表した本格的軽4輪トラック「サンバー」が大成功を収めたことで、新規参入メーカーにとっての障壁となる販売網の弱さを改善できた。これにより、4輪車メーカーとしての基盤固めができたことは、富士重工業にとって幸運であった。
1960年10月にはスバル360と基本構造を共通としつつも、デラックス仕様のボディーとオーバーライダーの付いた大型バンパー、423 ccエンジンを備える小型車規格の上級モデル「スバル・450」が発売された。その後のテコ入れとして1963年5月に実施されたマイナーチェンジでフロントバンパーの中央上部にカンガルーバー（所謂バンパーガード）が装着された「スバル・450デラックス」に改称されたものの、結果的にさしたる実績は収めることができず、1966年4月をもって生産を終了し、翌5月に小型普通車としての事実上の後継となるスバル・1000が発売されたのに伴いそのまま販売終了となった。なお、日本国内におけるスバル・450の総販売台数は1,549台で、販売開始から販売終了までの月販平均台数はわずか23台だった。
1962年に発売されたデラックスな装備のマツダ・キャロル360に攻勢を掛けられたが、重い車体に重い水冷4気筒エンジンを積んで重量の嵩んだキャロルに比し、軽いため動力性能で勝るスバルは、デラックスモデルの導入で巻き返しに成功する。同時期には三菱はミニカ、ダイハツはフェローで軽乗用車市場に参入してきたが、知名度と販売力を高めつつ出力や装備類を増強し、また長期の量産効果によって値下げも進められたスバルの首位は揺るがなかった。
しかし、1967年に本田技研工業から桁外れに高性能で低価格なホンダ・N360が発売されて以降は販売が伸び悩み、軽自動車市場の販売台数首位をホンダに譲った。このため、通常モデルではN360に対抗するため最終的に25PSまで出力を向上したほか、1968年8月には若年層を狙ったスポーツモデルとして36psを発揮するEK32型エンジンを搭載した「ヤングSS」と、25psながら内外装をスポーティ仕様とした「ヤングS」を発売したが、基本設計の古さによる陳腐化は否めなかった。1969年8月に後継車「R-2」が発売された後もしばらく併売されたが、翌1970年5月に生産・販売を終了した。

### 輸出仕様
スバル360はごくわずかであるが、左ハンドル仕様も生産され、当時米国統治下にあった沖縄にも輸出された。
輸出仕様においては、ハンドルの位置の他、軽量化のための透明アクリル板製のリアガラスが強化ガラス製になるなど、国内仕様とは細かい違いがある。さらに昭和42年10月より台湾にてスバル360のノックダウン生産が始まり、翌年度には9,900台を製造している。
また、米国本土では1968年から1970年にかけてスバルオブアメリカにてスバル360が販売された。ラビットスクーターを輸入していた実業家、マルコム・ブリックリン (w:Malcolm Bricklin) らによるもので、“Cheap and Ugly.”をキャッチコピーに1297ドルのプライスをつけたが、非常に小型であったことや、折からラルフ・ネーダーによって指摘されていたシボレー・コルヴェア、フォルクスワーゲン・ビートルなどのリアエンジン車の安定性問題にも影響され、大きな実績を上げるには至らなかった。
輸出仕様[どこ?]は、排気量を拡大した「スバル450」を改称した「スバル・マイア」であったが、「マイア」の名は後に3代目スバルレオーネの特別仕様車にも使われた。

### モータースポーツでの活躍
スバル360は日本のモータリゼーションの発展にも大きく貢献した。
1963年、第1回日本グランプリが開催された。スバル360は400 cc以下の軽自動車クラスに参戦した。当時はマシンの性能に自信があったのか、ナンバー1、3ドライバーを出場させなかった。しかしフロンテFEAをフルチューンし、前年完成のテストコースでしっかり走り込んできたスズキワークスは見事に1-2フィニッシュを決めた。この油断が原因の失敗からスバルワークスが始動し、レース後の晩に翌年の雪辱を誓った。
続く1964年、第2回日本グランプリのT-Iクラスに出場した。この大会に向けて360は大規模にチューンアップされており、エンジンは信頼性の38馬力、バランスの取れた40馬力、ハイリスク・ハイリターン狙いの42馬力と3つの仕様を作って、40馬力と42馬力が主力として戦う。また、スバル360はフロンテより100 kg以上軽いのも長所だった。こうして小関典幸をはじめとするスバルワークスがフロンテに勝つことに意気込んでいた矢先、新たなライバルが出現した。フロンテと同じくらいの車体重量でありながら、予選では40馬力超のスバル360に追いつくタイムを記録したマツダ・キャロルである。出力はスバルの直列2気筒空冷2ストロークエンジンよりもある上に、エースドライバーは二輪レースで名を馳せた片山義美である。しかし二輪レース出身のドライバーであれば、スバルにも外部から契約した大久保力がいた。彼は変速時の空走を嫌い、他の2台とは異なる副変速機付き3速MT（実質3×2の6速MT）ではなく、ギヤ比を大きく詰めた4速MTを組んだ40馬力仕様を操った。この他にも戦略が奏功した結果、大久保車、小関車が見事に1-2フィニッシュを飾った。このときの優勝車の平均時速は104.27 km/hだった。

### 機械遺産へ
2016年7月25日に日本機械学会によってスバル360が「機械遺産」に認定された。

### スバル360誕生の地

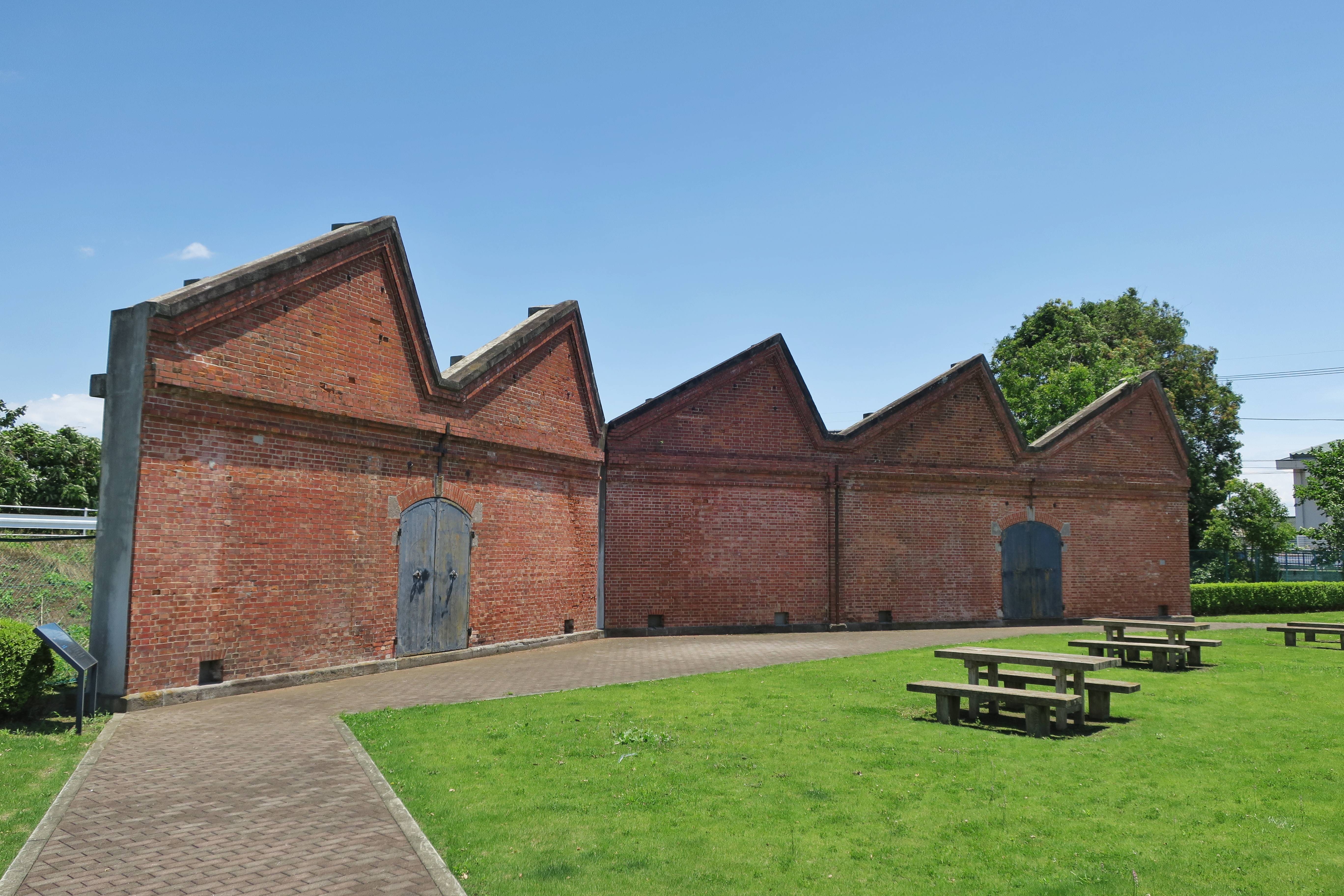

スバル360発祥の工場である伊勢崎製作所第二工場（群馬県伊勢崎市平和町）は解体後に商業施設として再開発され、その一角に「スバル360発祥の工場レンガ壁モニュメント」（全長約29メートル、高さ約6.5メートル）が整備された。同工場はもともと1912年（明治45年）に上毛撚糸（価値開発も参照）が建設し、1941年（昭和16年）に中島飛行機が買収した歴史ある工場であったが、事業縮小に伴い2001年9月に閉鎖され、解体工事が2003年4月に完了した。このとき、戦災をくぐり抜けて来た煉瓦造のこぎり屋根工場を保存すべきとの声を受け、跡地に立地する商業施設の一角に煉瓦壁の一部が移築された。

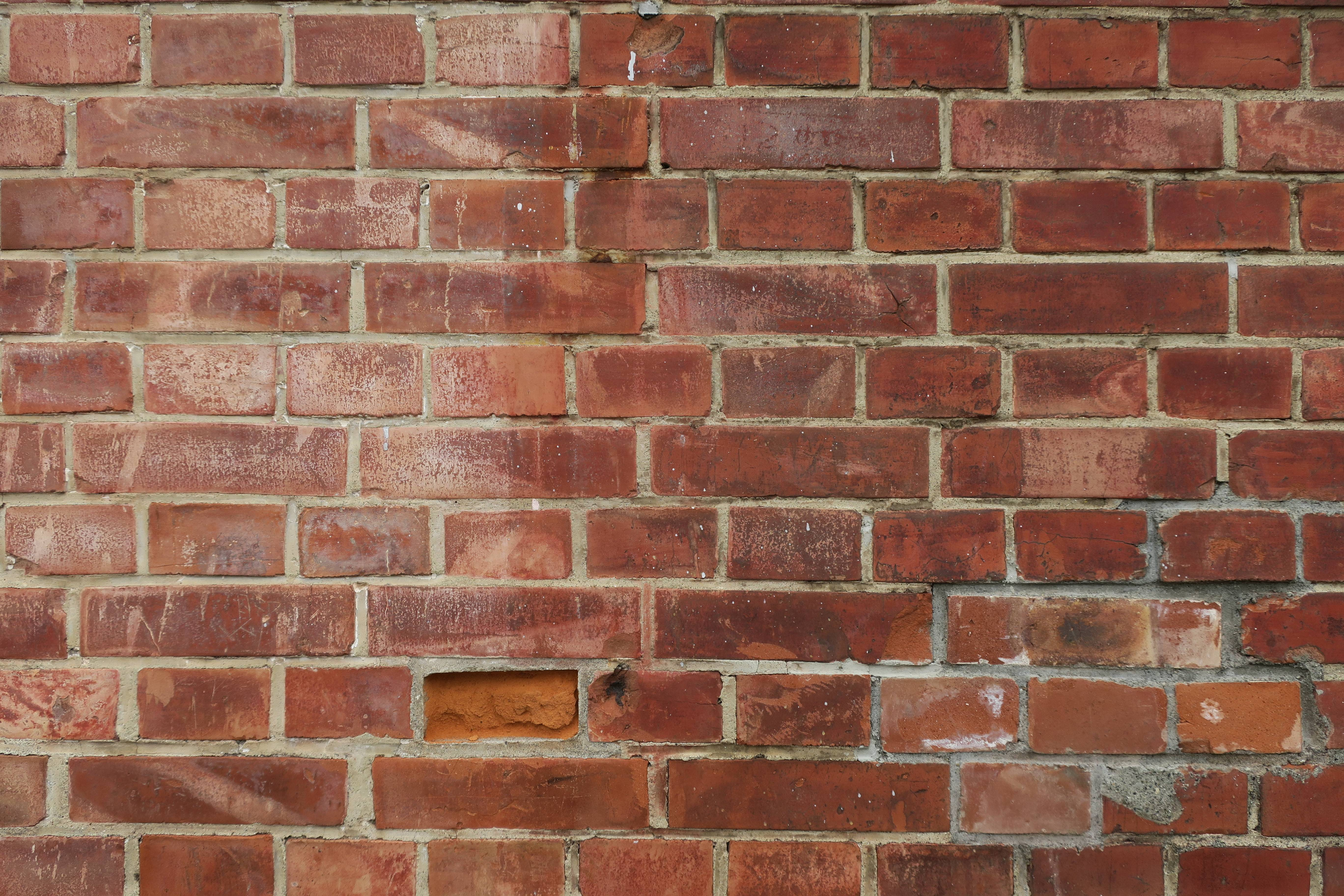
イギリス積み
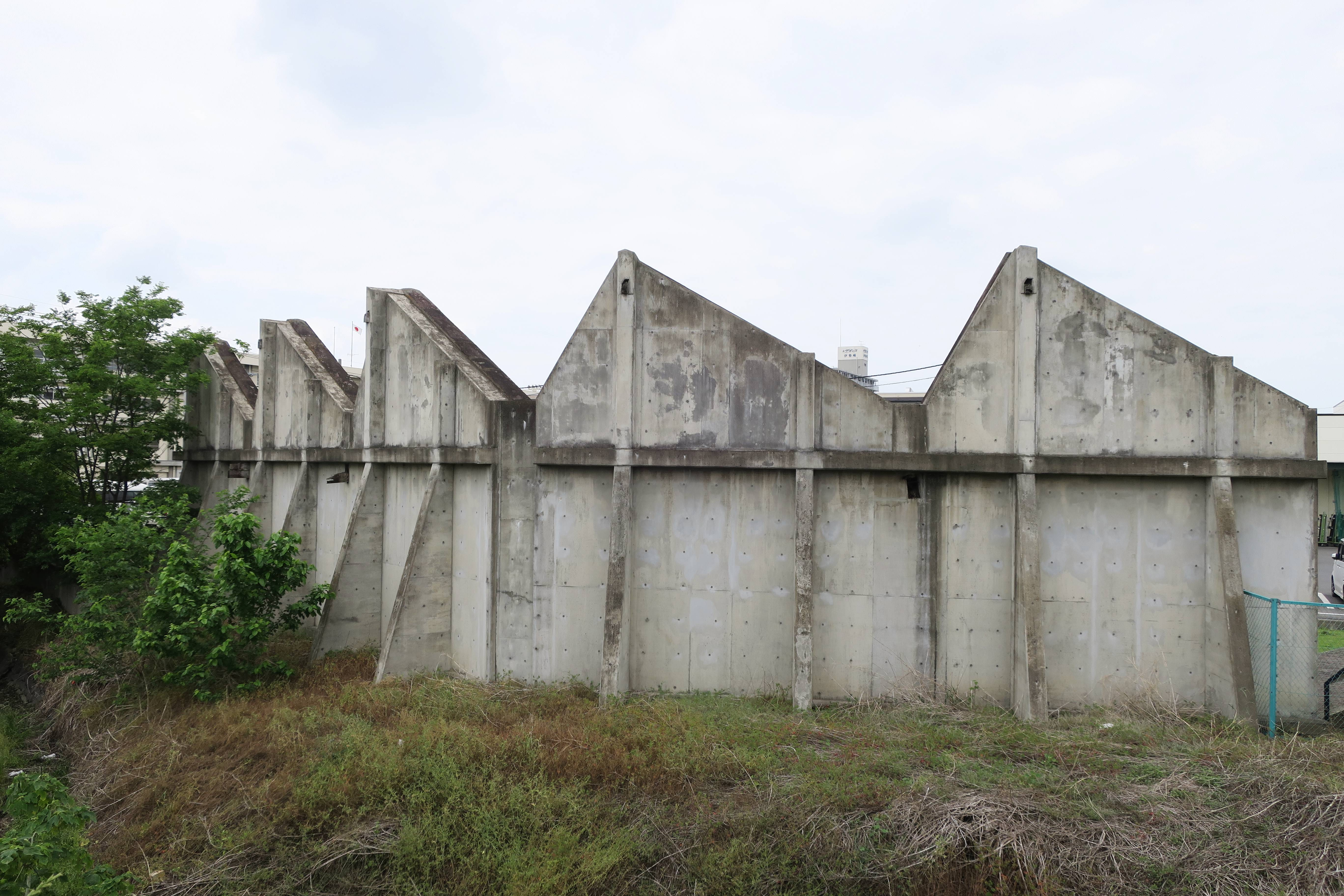
背面

## 派生車種

### スバル360コンバーチブル

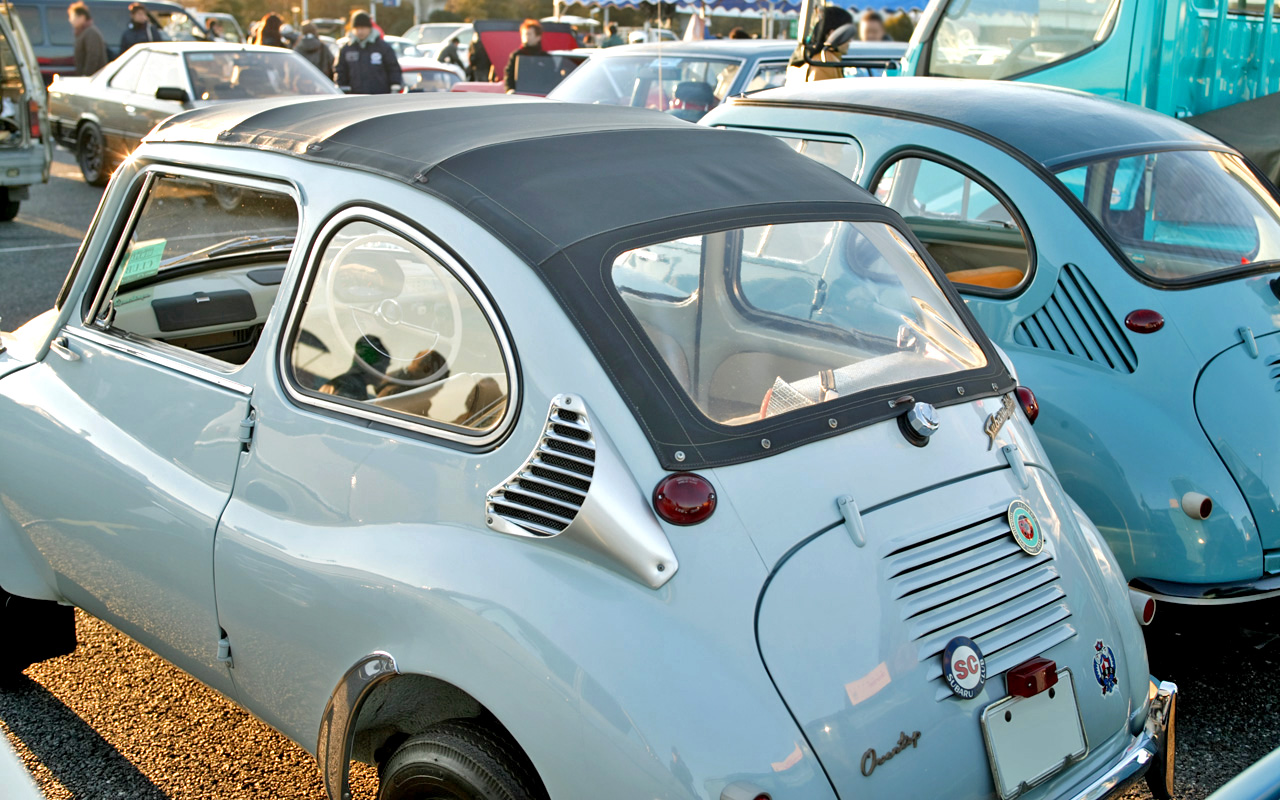
スバル360コンバーチブル
吸気口のアルミキャスト製エアスクープはオプションのアクセサリー

1959年発売。元々FRP製で取り外しても車体強度に影響のなかった屋根部分を、オープンにできるよう、巻き取り式の幌に置き換えたタイプ。シトロエン・2CV、初代と2代目のフィアット・500など、欧州の大衆車に多く見られるタイプ。完全なオープンカーではなく、キャンバストップの一種であり、巻き取り量で開口面積の調節が出来る。通常の屋根にはない開放感が得られることはもちろん、閉めた状態でのこもり音が少なくなる利点もある。

### スバル360コマーシャル

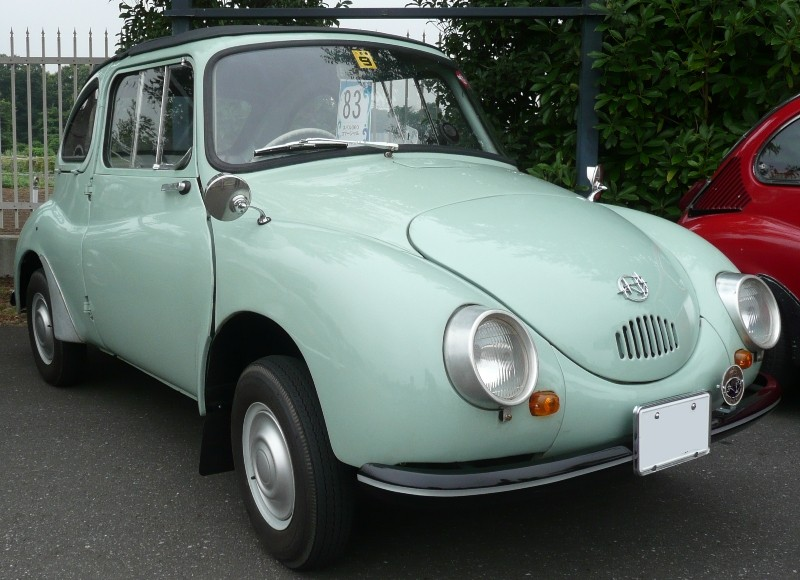
スバル360コマーシャル

1959年発売。スバル360の屋根部・後席窓側面パネルに手を加え、商用車として使用可能としたモデル。セダンボディのレイアウトのままで屋根は幌とし、ドア直後のBピラー部分直後側面の後席窓回りのパネルを外側に倒し、ベニヤ板張りとした後部スペースへの荷物搭載アクセスを改善した。商用車として無理が多いことは否めず、短期間の生産に終わった。

### スバル360カスタム（後にスバル・カスタムに改称）
1963年発売。コマーシャルに代わる本格的な商用バンモデル。スバル360セダンの車体後部に折り畳みシートと車体後端まで屋根の伸びた荷室を設け、上ヒンジ式のテールゲートを備えた、使いやすいバンボディとした。
一見するとスバル360セダンのボディを加工しただけのようだが、シャシはサンバーのもので、エンジン周りの補機類のレイアウトをサンバーと共通とすることで、荷室の床を低くし、容積の増大と使い勝手の向上を図った。そのため実質別物の、サンバーのバリエーション車両とも言える。このレイアウトはその後、リアエンジン時代のR2、レックスのバンモデルにも踏襲されることになる。スバル360本来の、重力式の燃料ポンプレス構造とできないため、機械式燃料ポンプを持つ。
後席は、シートバックをエンジンルームと上面位置とつなげたり、前席側に折り畳める構造を採用。ラゲッジスペースは後席の畳み方によって3通りの使い方が可能な、多彩な使い方ができるつくりになっていた。どちらかというと、単なる商用車のライトバンとしては、良質な乗り心地やおしゃれな印象のスタイルから、ワゴンにも近い。
その後、1964年のスバル360シリーズのマイナーチェンジに伴い、車名をスバル・カスタムに改称した。

### スバル360 ヤングSS
他社のライバル製品による販売不振を打開すべくデビューした、スポーティーなハイグレードモデルである。デビュー当時、ホンダ・N360の登場によって軽自動車は普通車と同等の走りが求められるようになった。これに対して軽自動車メーカーは、軽自動車の高性能化を積極的に推進し、中にはリッターあたり100馬力レベルのレーシングエンジンに匹敵するハイチューンが当たり前となってしまっていた。この傾向に対する富士重工業の回答が若年層の心をくすぐるスポーティーモデル、「ヤングS」と「ヤングSS」だった。
ヤングSはエンジンなどは標準型と同じで、内外装にスポーティーさを演出する部品を用いて、あくまでも雰囲気重視のプロムナードカーとして仕上げられていた。
一方、ヤングSSは標準型のエンジンであるEK32型を強化したものを搭載している。このエンジンは圧縮比を上げ、2基のSUキャブレター、特殊メッキを施したシリンダーを用いるなどして、性能そのものが強化されたものである。また、サスペンションも強化されている。こうして、レーシングエンジン並の強化が施された結果、0 - 400 m加速は4名乗車時でも20.6秒、最高速度は120 km/hへの到達を可能とした。
両者共通の専用装備は次の通りである。
- ヘッドライトは「ポルシェタイプ」と呼称される透明カバー付き
- パイプ式のバンパー
- ボンネットとルーフに特徴的なストライプと専用カラーリング
- 前席はヘッドレスト付きで、2点式シートベルトを採用
- リムに茶色の本革が巻かれた、2本スポークの専用ステアリングホイール
- タコメーター（8,000 rpmスケール[21]、レッドゾーンは6,000 rpmから）
- 高速走行に適したボッシュタイプのホーン

こうした専用装備でスポーティーさを演出し、若年層へアピールしていた。しかし、軽自動車本来のあり方から大きく逸脱したと言える高性能化とそれに伴う高価格化は、若年層どころか多くの顧客の小型車への移行による軽自動車離れを促す結果となってしまった。生産も通常グレードとともに1969年8月に終了したためわずか10か月あまりの短命となったが、富士重工業にとっては自動車に対する走りへのこだわりを凝縮した、スポーツモデルの原点とも言える存在である。

### スバル450/スバル450デラックス（スバル・マイア）
エンジンを423 ccにボアアップしたことで、最高速度は102 km/hに達し、最大登坂力は18度である。安全装備として、オーバーライダー付きの大型バンパーを装着した。主に輸出向けモデル（「マイア」の名称で販売）だった。日本国内でもスバル450として販売され、1963年5月のマイナーチェンジに伴い、車名をスバル450デラックスに改称した。実際には普通小型車（当時）扱いになるにもかかわらず、スバル360に比べて70 ccほどの排気量増大に過ぎず、居住性もスバル360とまったく同じだったため、スバル360の段階的な性能向上に伴って存在意義は薄れ、ほとんど販売実績はなかった。
ちなみにこのスバル450は発売前に、4台が旧ソ連を含む12の国々を巡った。1台は運輸省の技官が5,000 km、他の3台は東京工業大学の学者と学生2人によって15,000 kmを走破した。

### スバル・サンバー
スバル360のドライブトレーンを強化し、キャブオーバー型車体を架装した梯子形フレームに組み合わせる手法で開発され、1961年に発売された、スバル360の姉妹車。トラックとバンが製造され、高い耐久性とリアエンジンによるトラクションの高さ、商用車としては異例のソフトな乗り心地で、商工業者や農家から支持を得て、スバル360の派生モデル中で最大の成功を収めた。富士重工業の隠れたロングセラーとなり、モデルチェンジを繰り返しながらスバルの軽乗用車が前輪駆動となった後もリアエンジン方式を維持。スバルオリジナルの軽自動車としては最後まで生産されていたモデルとなっていたが、2012年2月をもって自社生産を終了した。詳細は当該項目を参照。